# Puccinia diplachnis
Puccinia diplachnis ist eine Ständerpilzart aus der Ordnung der Rostpilze (Pucciniales). Der Pilz ist ein Endoparasit von Rötegewächsen der Gattung Bouvardia sowie der Süßgräser Bouteloua gracilis und Leptochloa dubia. Symptome des Befalls durch die Art sind Rostflecken und Pusteln auf den Blattoberflächen der Wirtspflanzen. Sie ist in Nordamerika verbreitet.

## Merkmale

### Makroskopische Merkmale
Puccinia diplachnis ist mit bloßem Auge nur anhand der auf der Oberfläche des Wirtes hervortretenden Sporenlager zu erkennen. Sie wachsen in Nestern, die als gelbliche bis braune Flecken und Pusteln auf den Blattoberflächen erscheinen.

### Mikroskopische Merkmale
Das Myzel von Puccinia diplachnis wächst wie bei allen Puccinia-Arten interzellulär und bildet Saugfäden, die in das Speichergewebe des Wirtes wachsen. Die systemisch wachsenden Aecien des Pilzes besitzen 20–26 × 19–23 µm große, ellipsoide bis kugelige, hyaline Aeciosporen mit runzliger Oberfläche. Die orangen Uredien der Art wachsen zumeist oberseitig auf den Blättern der Wirtspflanze. Ihre farblosen bis hellgelben Uredosporen sind für gewöhnlich breit eiförmig bis breitellipsoid, 22–26 × 20–24 µm groß und fein stachelwarzig. Die meist blattunterseitig und auf Hüllrohren wachsenden Telien der Art sind schwarzbraun, pulverig und früh offenliegend. Die haselnussbraunen Teliosporen des Pilzes sind zweizellig, in der Regel breit eiförmig bis breitellipsoidund 32–40 × 19–25 µm groß. Ihre Stiele sind bräunlich und bis zu 125 µm lang.

## Verbreitung
Das bekannte Verbreitungsgebiet von Puccinia diplachnis reicht von Zentralmexiko bis in die südlichen USA.

## Ökologie
Die Wirtspflanzen von Puccinia diplachnis sind für den Haplonten verschiedene Bouteloua-Arten sowie Bouteloua gracilis und Leptochloa dubia für den Dikaryonten. Der Pilz ernährt sich von den im Speichergewebe der Pflanzen vorhandenen Nährstoffen, seine Sporenlager brechen später durch die Blattoberfläche und setzen Sporen frei. Die Art verfügt über einen Entwicklungszyklus mit Telien, Uredien, Spermogonien und Aecien und macht einen Wirtswechsel durch.